# Czyżemin
Czyżemin (prononciation [t͡ʂɨˈʐɛmin]) est un village de la gmina de Dłutów, du powiat de Pabianice, dans la voïvodie de Łódź, situé dans le centre de la Pologne.
Il se situe à environ 5 kilomètres au nord-est de Dłutów (siège de la gmina), 9 kilomètres au sud-est de Pabianice (siège du powiat) et 23 kilomètres au sud de Łódź (capitale de la voïvodie).

## Administration
De 1975 à 1998, le village était attaché administrativement à l'ancienne voïvodie de Piotrków.

Depuis 1999, il fait partie de la nouvelle voïvodie de Łódź.